# Ferdinand Buchanan
Ferdinand Buchanan (n. 8 martie 1888, Eswatini – d. 14 aprilie 1967, Pretoria, Africa de Sud) a fost un trăgător de tir ce a reprezentat Africa de Sud, medaliat olimpic. A participat la o ediție a Jocurilor Olimpice (1920) în care a câștigat o medalie de argint.

## Participări
Lista de mai jos prezintă principalele competiții la care a participat Ferdinand Buchanan de-a lungul carierei.
- shooting at the 1920 Summer Olympics – men's 600 metre team military rifle, prone[*]